# Rhodussa carvalhoi
Rhodussa carvalhoi är en fjärilsart som beskrevs av Ferreira D'almeida 1954. Rhodussa carvalhoi ingår i släktet Rhodussa och familjen praktfjärilar. Inga underarter finns listade.